# Ptiloglossa goffergei
Ptiloglossa goffergei är en biart som beskrevs av Jesus Santiago Moure 1953. Ptiloglossa goffergei ingår i släktet Ptiloglossa och familjen korttungebin. Inga underarter finns listade i Catalogue of Life.